# Sherri Howard
Sherri Frances Howard (* 1. Juni 1962 in Sherman, Texas) ist eine ehemalige US-amerikanische Sprinterin, die sich auf den 400-Meter-Lauf spezialisiert hatte.
Nachdem sie 1980 US-Meisterin im 400-Meter-Lauf geworden war, gewann bei den Olympischen Spielen 1984 in Los Angeles mit der 4-mal-400-Meter-Staffel die Goldmedaille. Gemeinsam mit Lillie Leatherwood, Valerie Brisco-Hooks und Chandra Cheeseborough verwies sie in Olympiarekordzeit von 3:18,29 min die Mannschaften Kanadas und der Bundesrepublik Deutschland auf die Plätze. Ihre jüngere Schwester Denean Howard kam in der Staffel in der Vorrunde zum Einsatz.
Sherri Howard war bei den Olympischen Spielen 1988 in Seoul Mitglied der US-amerikanischen Staffel, die die Silbermedaille gewann. Sie wurde dieses Mal allerdings im Gegensatz zu ihrer Schwester nur in der Vorrunde eingesetzt.
Sherri Howard ist 1,70 m groß und hatte ein Wettkampfgewicht von 53 kg.
Im Abenteuerfilm The Scorpion King aus dem Jahr 2002 verkörperte sie die Königin Isis.

## Bestleistungen
- 400 m: 50,40 s (1984)